# Ulf Leirstein

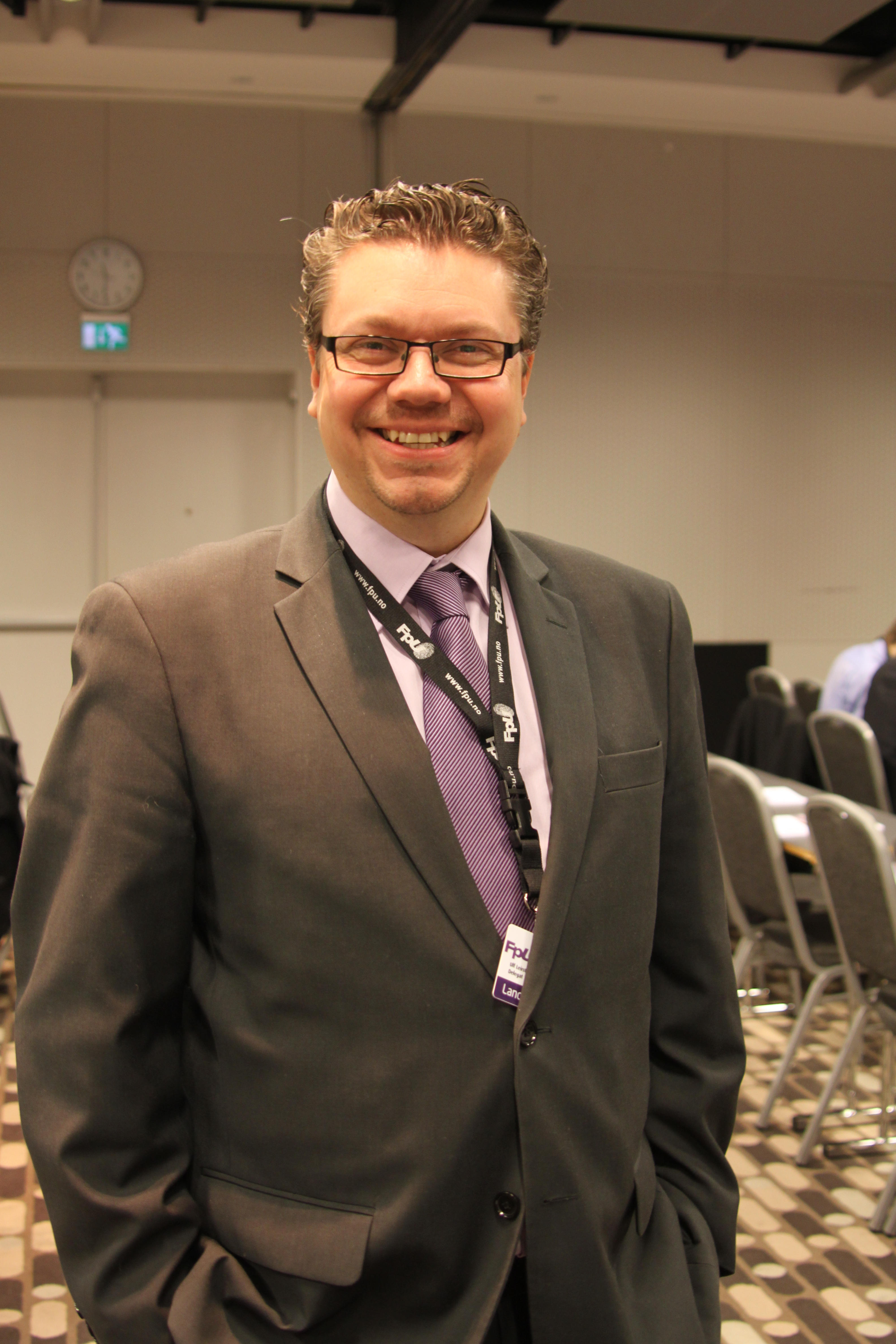
Ulf Leirstein, 2012

Ulf Isak Leirstein (* 30. Juni 1973 in Sarpsborg) ist ein norwegischer Politiker. Er gehörte bis zu seinem Austritt im April 2019 der rechten Fremskrittspartiet (FrP) an. Von 2005 bis 2021 war er Abgeordneter im Storting.

## Leben
Leirstein wuchs in der damaligen Gemeinde Rygge als Sohn eines Lehrerehepaares auf, bevor er im Alter von 15 Jahren mit seiner Mutter nach Moss zog. Er schloss im Jahr 1992 die weiterführende Schule ab. Von 1993 bis 1994 war er in Teilzeit als Sekretär der FrP in der damaligen Provinz Østfold tätig. Anschließend stand er zwischen 1994 und 1995 der Jugendorganisation Fremskrittspartiets Ungdom (FpU) vor. In den Jahren 1991 bis 2011 sowie erneut von 2015 bis 2019 saß er im Stadtrat von Moss. Dabei war Leirstein in der Zeit zwischen 1999 und 2003 der stellvertretende Bürgermeister der Gemeinde. Zudem war er in den Jahren 1995 bis 2007 Mitglied im Fylkesting von Østfold.
Bei der Parlamentswahl 2005 zog Leirstein erstmals in das norwegische Nationalparlament Storting ein. Dort vertrat er den Wahlkreis Østfold und wurde zunächst Mitglied im Finanzausschuss, wo er den stellvertretenden Vorsitz übernahm. Diesen Posten behielt er auch nach der Wahl 2009, bevor er während der laufenden Legislaturperiode als einfaches Mitglied in den Justizausschuss wechselte. Dort verblieb er auch im Anschluss an die Stortingswahlen 2013 und 2017. Im Januar 2018 wechselte er in den Kontroll- und Verfassungsausschuss. Leirstein war in der Zeit von Oktober 2013 bis Januar 2018 zudem als stellvertretender Fraktionsvorsitzender tätig.
Im Januar 2018 trat Leirstein von seinen parteiinternen Positionen als justizpolitischer Sprecher und als stellvertretender Fraktionsvorsitzender zurück. Zuvor war bekannt geworden, dass er Mails mit pornografischen Inhalten an Mitglieder der FrP-Jugendorganisation FpU, unter anderem im Jahr 2012 an einen 14-Jährigen, verschickte. Außerdem wurde ein Fall gemeldet, in dem er in einer SMS einer Frau vorschlug, ein 15-jähriges FpU-Mitglied zu einem Dreier einzuladen. Einige FrP-Politiker bestätigten daraufhin, dass sie bereits im Jahr 2012 Gerüchte von dieser SMS kannten und sie Leirstein damit konfrontierten, er die Vorwürfe jedoch zurückwies. Im April 2019 trat er schließlich aus der Fremskrittspartiet aus. Er setzte als unabhängiger Abgeordneter fort und schied nach der Wahl 2021 im Herbst 2021 aus dem Storting aus.
Im Jahr 2023 wurde er Mitglied in der konservativen Partei Høyre.

## Positionen
Vor der US-amerikanischen Präsidentschaftswahl 2016 erklärte er offen seine Unterstützung für Donald Trump. Im Jahr 2016 kritisierte am Nationaltag der Samen die Bezeichnung des Feiertages, da die Samen kein eigenes Land bildeten. Im Januar 2019 sprach er sich dafür aus, dass das norwegische Sameting, also das Parlament der samischen Bevölkerung, nicht mehr Macht erhalten solle.